# Hormius belliatus
Hormius belliatus är en stekelart som beskrevs av Sergey A. Belokobylskij 1989. Hormius belliatus ingår i släktet Hormius och familjen bracksteklar. Inga underarter finns listade i Catalogue of Life.